# Jan Smeets
Jan Smeets (* 5. April 1985 in Leiden) ist ein niederländischer Schach-Großmeister.

## Leben
Smeets stammt aus Oegstgeest und erlernte das Schachspiel im Alter von sechs Jahren von seinem Vater. Jan Smeets nahm an zahlreichen nationalen und internationalen Jugendturnieren teil und galt als eines der größten Talente in den Niederlanden. Seit 2004 trägt er den Titel eines Großmeisters. Zu seinen besten Turnierergebnissen zählt ein geteilter zweiter Platz in der B-Gruppe des Corus-Schachturniers 2005. Bei der Juniorenweltmeisterschaft U20 2005 kam er auf den fünften Platz. Im April 2008 gewann er in Hilversum die Landesmeisterschaft der Niederlande. Im August 2009 qualifizierte er sich durch sein Ergebnis (6 Punkte aus 10 Partien) beim NH Chess Tournament in Amsterdam als bester Nachwuchsspieler für das Turnier Melody Amber 2010. Im Juni 2010 wurde er in Eindhoven zum zweiten Mal niederländischer Meister. 
Bei der europäischen Einzelmeisterschaft 2012 in Plowdiw belegte Smeets den 14. Platz und qualifizierte sich damit für den Schach-Weltpokal 2013, bei dem er in der 1. Runde an Maxim Matlakow scheiterte. 2012 gewann Smeets mit der Auswahl von Hoogeveen die Weltmeisterschaft der Städte.
Er steht auf Platz 5 der niederländischen Rangliste (Stand: Dezember 2014).
Smeets studiert Wirtschaftswissenschaften an der Erasmus-Universität Rotterdam.

## Nationalmannschaft
Mit der niederländischen Nationalmannschaft nahm Smeets an den Schacholympiaden 2008, 2010 und 2012 sowie den Mannschaftseuropameisterschaften 2009, 2011 und 2013 teil.

## Vereine
In den Niederlanden spielte er bis 2003 für die Leidsch Schaakgenootschap, von 2004 bis 2011 für die Hilversums Schaak Genootschap, mit der er 2008, 2009, 2010 und 2011 niederländischer Mannschaftsmeister wurde. Von 2012 bis 2017 spielte Smeets für En Passant Bunschoten-Spakenburg und wurde mit diesem 2013, 2014 und 2016 niederländischer Mannschaftsmeister, seit 2019 spielt er erneut für die Leidsch Schaakgenootschap. In der deutschen Schachbundesliga spielt Jan Smeets seit 2003 für die Schachgesellschaft Solingen, mit der er 2016 deutscher Mannschaftsmeister wurde, in Schweden für Lunds ASK, mit dem er 2011 schwedischer Mannschaftsmeister wurde, und in Belgien in der Saison 2003/04 für die zweite Mannschaft des KSK 47 Eynatten und von 2004 bis 2006 für den Koninklijke Brugse Schaakkring. Die spanische Mannschaftsmeisterschaft gewann er 2010 mit CA Escuela Int. Kasparov-Marcote Mondariz.